# Dějiny Vojvodiny

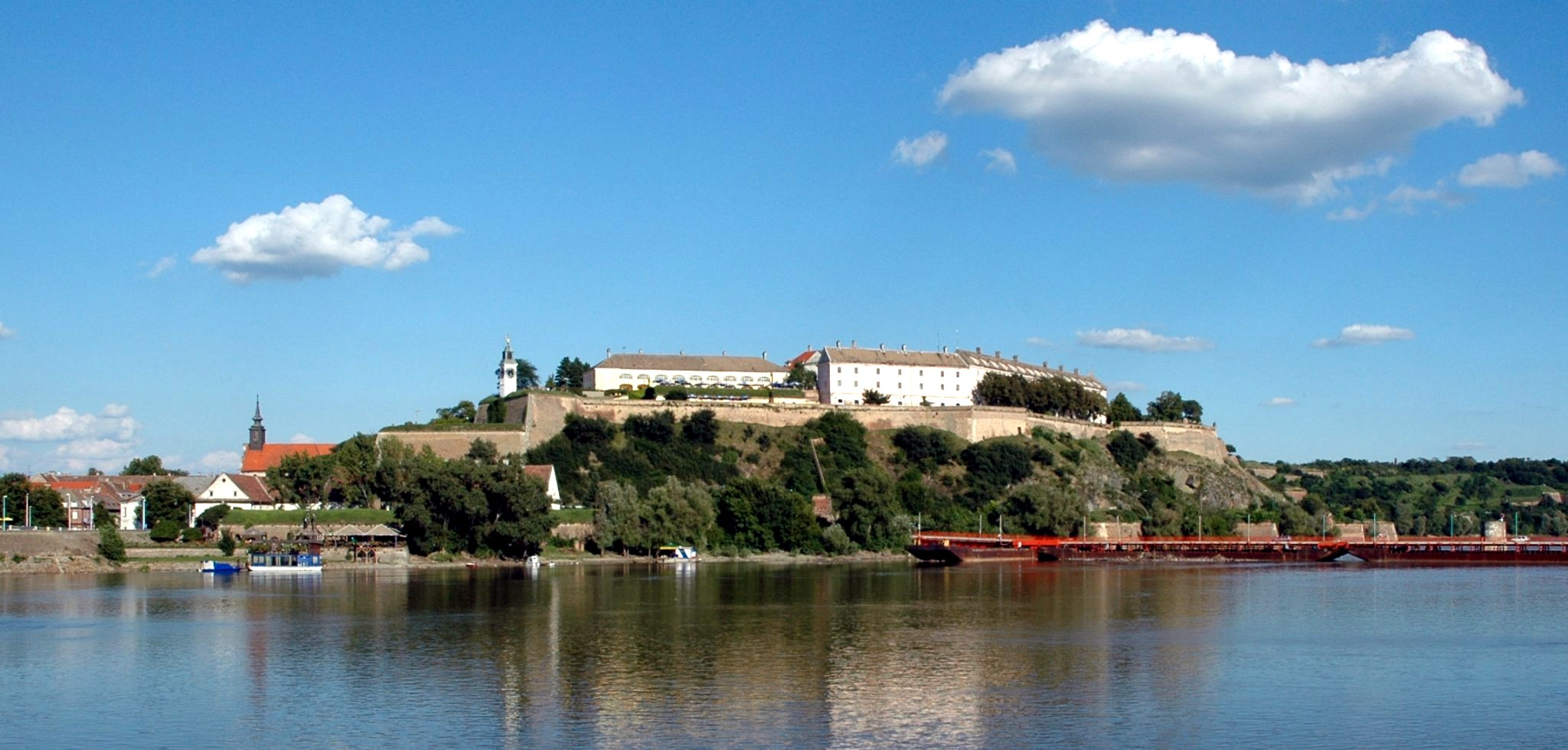
Citadela v Petrovaradině, nedaleko města Novi Sad

Dějiny oblasti Vojvodiny jsou poznamenány častým střídáním obyvatelstva, stejně jako státní správy. Vojvodina byla součástí různých státních celků – Uherska, přes Osmanskou říši, až po Jugoslávii a nakonec Srbsko.

## Od prvního osídlení až k Osmanské říši
Území dnešní Vojvodiny bylo osídlené už v dobách Římské říše, nacházela se zde různá města, ze kterých je významné například Sirmium (dnes Sremska Mitrovica). Během 6. století přišli do oblasti Slované a od 9. století byla Vojvodina ovládaná Maďary až do století šestnáctého. V této době se k moci dostává samozvaný srbský vládce Jovan Nenad, který se prohlásil králem a pokusil se o vytvoření státu s hlavním městem v Subotici. Jeho snahy byly ale vojenskou intervencí rychle ukončeny. Po bitvě u Moháče v roce 1526 a pádu Banátu v roce 1552 se oblast, která byla osídlena převážně Srby, dostala pod kontrolu Osmanské říše. Začíná kolonizace Turky a šíření vlivu islámu.

## Součást Rakouského císařství

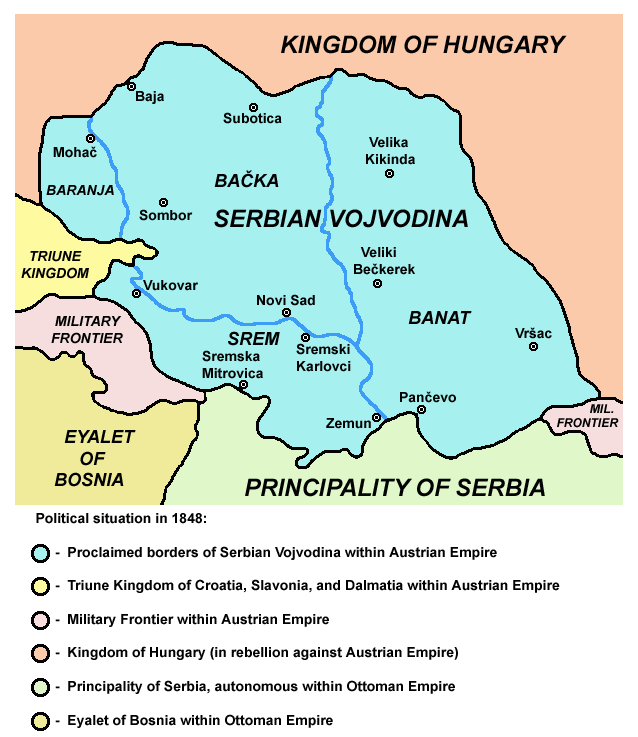

Díky Karlovickému míru z roku 1699 a později Požarevackému míru z roku 1718 Vojvodina připadla Rakousku. To znamenalo odsun osmanského a islámského obyvatelstva a příchod nových kolonistů, ze všech oblastí tehdejší habsburské monarchie. Přicházeli tak nejen Srbové, Maďaři, či Němci (ti byli vyhnáni v roce 1945), ale také v menším počtu i Češi, Slováci, Chorvati, nebo Rumuni. Srbská menšina, konfrontovaná s kulturně mnohem vyspělejším uherským prostředím, pochopila že jen těžko obstojí, nebude-li rozvinuto úsilí o obecné zvýšení její úrovně. Srbové sice již kláštery na území jižních Uher měli od doby konce samostatného státu, sami však nebyli schopni dosáhnout požadovaných cílů. Proto požádali o pomoc Rusko, které vědomé svých mocenských záměrů v oblasti, poskytlo plnou podporu. Ruští carové zajistili finanční prostředky pro pravoslavnou církev, do oblasti přicházely knihy z Ruska a dalších pravoslavných zemí. Nebezpečný nárůst ruského vlivu si však uvědomila Vídeň a proto se Rakousko pokoušelo tlačit na to, aby byly všechny možné kontakty mezi Srby ve Vojvodině a Ruskem buď omezeny, nebo zcela zakázány. Byly vytvořeny různé administrativní překážky pro to, aby se Srbové mohli vystěhovávat z Vojenské hranice (tzn. pohraničí s Osmanskou říší, které tvořilo nemalý podíl území dnešní Vojvodiny) do Ruska a zároveň se znemožňovalo to, aby se dovážely ruské knihy a přicházeli ruští učitelé.
Po revolucích roce 1848 bylo tzv. květnovým sněmem vyhlášeno Srbské vévodství (z té doby pochází jméno Vojvodiny: vojvodina znamená vévodství). Toto území zahrnovalo oblasti, které dnes patří Rumunsku a tehdejší uherská vláda, pod kterou stále území formálně spadalo, z něj nebyla nadšena. Proto se rozhodla potlačit tyto snahy silou, srbští vzbouřenci však získali posily ze srbského knížectví. Ve snaze situaci vyřešit kompromisním způsobem bylo zřízeno nakonec Vojvodství Srbsko a Tamišský Banát (v rámci Habsburské monarchie), které spadalo přímo pod správu rakouského guvernéra, úředními jazyky se stala němčina a srbština. Metropolí byl Temešvár. Toto zvláštní území však bylo v roce 1860 zrušeno, což vyvolalo další nespokojenost ze srbské strany.

## První světová válka a vznik Jugoslávie
Po první světové válce se stala Vojvodina součástí Království SHS. V regionu vznikl značný počet samosprávných oblastí, tak jako ve zbytku tehdejšího království. Po roce 1929, kdy byl v Jugoslávii ustanoven systém tzv. bánovin se stal Novi Sad jako největší město Vojvodiny hlavním městem tzv. Dunajské bánoviny. Vojvodina byla nicméně v tomto období jednou z ekonomicky nejrozvinutějších částí země, především díky funkční železniční síti, která se rovnoměrně nacházela na celém území regionu. Celkem čtvrtina veškeré jugoslávské železniční sítě (1903 km tratí) se nacházela právě ve Vojvodině.
Autonomii regionu samotné Vojvodiny (tedy území dnešního Srbska severně od řeky Sávy a Dunaje) v dnešním smyslu navrhovala pouze ilegálně působící Komunistická strana Jugoslávie.
Připojení Vojvodiny k Srbsku, potažmo Jugoslávii, znamenalo značnou změnu ekonomické orientace oblasti. Region přestal vyvážet především potravinářskou produkci do střední Evropy na trhy zaniklého Rakousko-Uherska, naopak se musel orientovat na nerozvinutý trh jugoslávský.
Obyvatelstvo Vojvodiny bylo v meziválečném období z hlediska národnostního mnohem rozmanitější než dnes. Kromě Srbů, Maďarů, Slováků, Rumunů a Rusínů zde žila také početná komunita Němců. Právě německé oblasti patřily v meziválečné Vojvodině k nejlépe prosperujícím v celé Jugoslávii. Podle sčítání lidu z roku 1921 v oblasti dnešní Vojvodiny žilo 1 365 596 obyvatel. Z toho bylo 502 415 (36,80 %) obyvatel srbského či chorvatského původu, 7 105 slovinského (0,50 %), 48 666 československého (3,30 %), 376 107 maďarského (27,71 %), 316 107 německého (23,10 %), 11 047 ukrajinského (0,80 %), 69 530 rumunského (5,10 %) atp. Během dvaceti let existence jihoslovanského státu začal přirozeně vzrůstat počet příslušníků jihoslovanských národů na úkor ostatních etnických skupin.

## Od druhé světové války po současnost

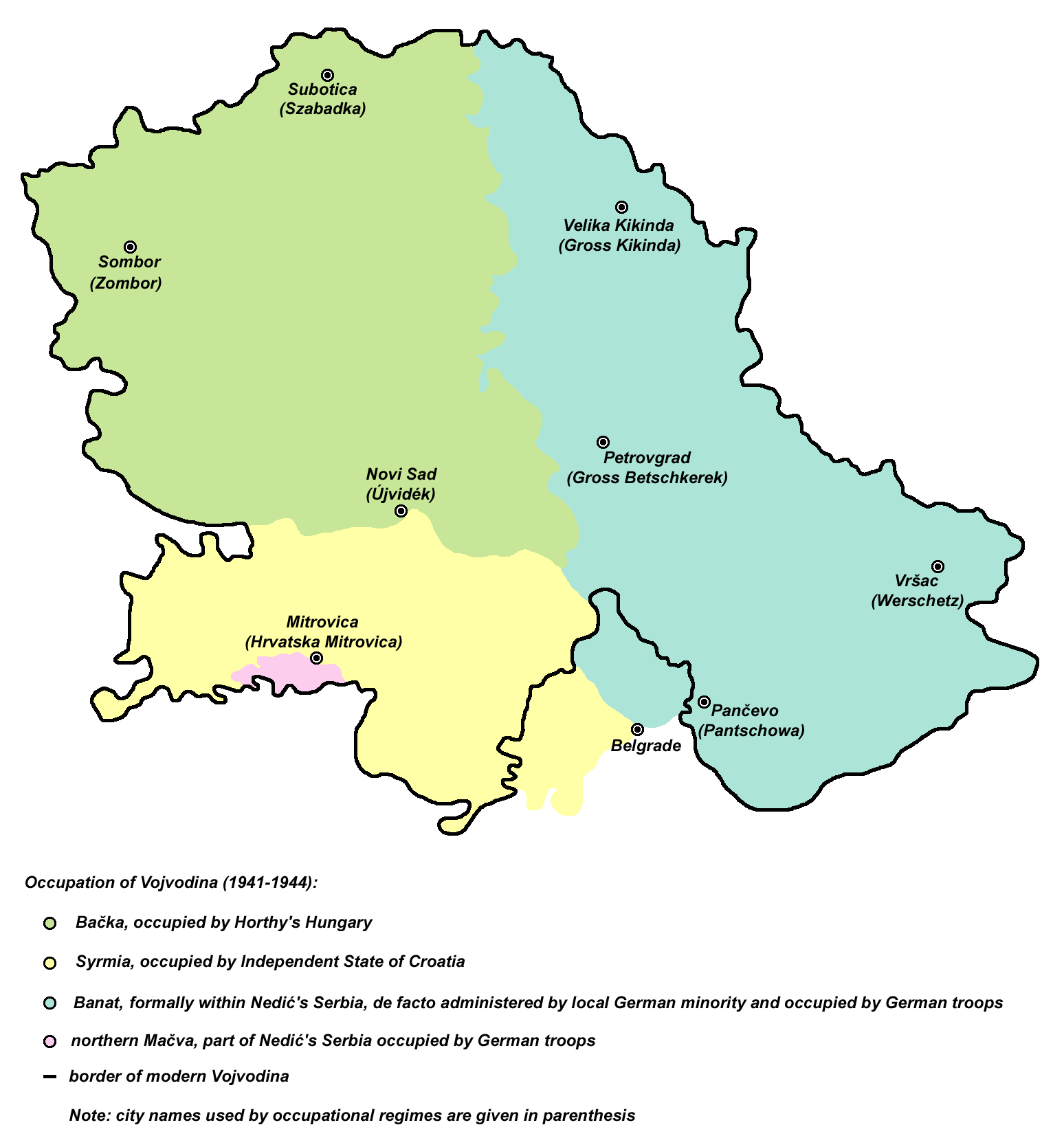
Rozdělení Vojvodiny během druhé světové války. Zelený díl připadl Maďarskému království, modrý zůstal pod správou Bělehradu, žlutý pak Nezávislému státu Chorvatsko

Během války byla Vojvodina rozdělena mezi Srbsko a Maďarské království, větší díl ale připadl Budapešti, která se tímto pokoušela obnovit své kdysi ztracené panství v alespoň pro ni neponižující podobě. Proti okupačním silám bojovali v hornatém terénu pohoří Fruška Gora některé oddíly partyzánů.
Po válce vznikla 1. září 1945 v rámci federalizované Jugoslávie autonomní oblast Vojvodina, mající současný rozsah, tedy na území západní části Banátu, Bačky a ve východní části Sremu a náleží k Srbsku. Její zřízení bylo dlouhou dobu – stejně jako v případě jiných jednotek v rámci Jugoslávie – dlouho předmětem rozsáhlých diskuzí mezi komunisty. Až v dubnu 1945 se rozhodlo o tom, že Vojvodina bude autonomní oblastí v rámci Srbska. Existence autonomního území měla zajistit samosprávu pro početné menšiny tak, jak tomu bylo v SSSR – kde v oblastech s např. tatarským obyvatelstvem byly zřizovány různé autonomní oblasti, či kraje.
Poválečnými změnami obyvatelstva došlo k dominanci Srbů a úbytku především Maďarů, kteří zůstali především v úzkém pruhu táhnoucím se od severních hranic s Maďarskem zhruba jižním směrem. Odsunuto bylo německé obyvatelstvo a jeho majetek znárodněn a později kolektivizován. Do vesnic v rovinaté krajině byly dosídleny rodiny z různých koutů Jugoslávie, např. z Bosny a Hercegoviny a také Černé Hory.
Ekonomicky se Vojvodina pohybovala po celou dobu existence socialistické Jugoslávie v nadprůměrných hodnotách co do srovnání s celým svazkem. Rozvíjela se hlavní centra regionu. V Novém Sadě vznikla univerzita.
Původně byla autonomie Vojvodiny pouze teritoriálního a správního typu. Postavení oblasti bylo velmi slabé a omezené; základním dokumentem oblasti byl jejich Statut. Oblast neměla žádného vlastního zástupce ve federálním parlamentu (skupštině). To se však s postupem času měnilo. Novou ústavou SFRJ z roku 1974 byla, podobně jako u Kosova, posílena. Autonomní oblasti tehdy získaly mnohé pravomoci republik, včetně vlastního zástupce. Právě toho bylo zneužito na přelomu 80. a 90. let tehdejší vládou Slobodana Miloševiće, který dosadil své zástupce do vysokých orgánů Vojvodiny a díky tomu tak byl hlas Srbska o jeden na celosvazové úrovni početnější. K tomu došlo během tzv. protibyrokratické revoluce v letech 1988 a 1989. Po reinstalaci demokratických mechanismů v Jugoslávii a později v Srbsku byl autonomní statut obnoven.